# Hamina
Hamina (svédül: Fredrikshamn) Finnország egyik legfontosabb kikötője. A várost 1653-ban alapították Peter Brahe gróf, Finnország kormányzója javaslatára. Eredeti neve Veckelax Nystad (Veckelaxi újváros) volt, a környező vidék után, de az 1720-as években I. Frigyes svéd királyról nevezték el.
A belváros népessége körülbelül 5000. Hamina közösség, melyhez a város is tartozik, 22 000-es népességű, területe 630,65 km². (Lásd: Finnországi városok listája. A kikötő főként faipari termékek forgalmát bonyolítja le, és fontos szerepet játszik az Oroszországgal folytatott kereskedelemben.
A várost csillag alakú erődítmény veszi körül. Ezt 1723-ban kezdték építeni, a nagy északi háború után, mikor a Haminától keletre lévő területek átkerültek Oroszországhoz, és a 19. század eleji finn háború után fejezték be. Mikor a fontos kereskedővárost, Viipurit 1721-ben elfoglalták az oroszok, az I. Frigyesről újonnan elnevezett Fredrikshamn vette át a helyét, és a kisváros, ami eddig csak belföldi kereskedelmet folytatott, több privilégiumot is kapott, köztük a külkereskedelem jogát.
1743-ban, egy újabb háború után a város az oroszoké lett, és Loviisa városa lett az új finn kereskedelmi központ a térségben. Hamina orosz határváros lett, ami fontossá tette az erődöt.
Az erőd sarkain hat bástya áll, melyeket finn városokról neveztek el. A középső bástyát a 18. század végén építették, itt jelenleg kulturális eseményeket rendeznek.
A városban írták alá 1809-ben a haminai (fredrikshamni) békét, melyben Svédország átadta Finnországot (egészen a Tornio folyóig), Lappföld  egy részét és az Åland-szigeteket Oroszországnak. Svédország ezzel kettészakadt, és a keleti rész, köztük a korábban meghódított területek, mint Hamina is, megalkotta a Finn Nagyhercegséget, az Orosz Birodalom egy autonóm területét.